# Dissorhina ornata
Dissorhina ornata is een mijtensoort uit de familie van de Oppiidae. De wetenschappelijke naam van de soort is voor het eerst geldig gepubliceerd in 1900 door Oudemans.